# Perilissus niger
Perilissus niger är en stekelart som först beskrevs av Carl Gustav Alexander Brischke 1890.  Perilissus niger ingår i släktet Perilissus och familjen brokparasitsteklar. Inga underarter finns listade i Catalogue of Life.